# Chibchea
Genre
Chibchea est un genre d'araignées aranéomorphes de la famille des Pholcidae.

## Distribution
Les espèces de ce genre se rencontrent en Amérique du Sud.

## Liste des espèces
Selon World Spider Catalog (version 21.5, 18/10/2020) :
- Chibchea aberrans (Chamberlin, 1916)
- Chibchea abiseo Huber, 2000
- Chibchea amapa Huber & Carvalho, 2019
- Chibchea araona Huber, 2000
- Chibchea danielae Huber, 2020
- Chibchea elqui Huber, 2000
- Chibchea hamadae Huber & Carvalho, 2019
- Chibchea ika Huber, 2000
- Chibchea malkini Huber, 2000
- Chibchea mapuche Huber, 2000
- Chibchea mateo Huber, 2000
- Chibchea mayna Huber, 2000
- Chibchea merida Huber, 2000
- Chibchea picunche Huber, 2000
- Chibchea salta Huber, 2000
- Chibchea santosi Huber & Carvalho, 2019
- Chibchea silvae Huber, 2000
- Chibchea thunbergae Huber, 2020
- Chibchea tunebo Huber, 2000
- Chibchea uru Huber, 2000
- Chibchea valle Huber, 2000

## Publication originale
- Huber, 2000 : « New World pholcid spiders (Araneae: Pholcidae): A revision at generic level. » Bulletin of the American Museum of Natural History, no 254, p. 1-348 (texte intégral).